# (9101) 1996 XG2
1996 أكس جي 2 (ويعرف أيضًا باسم (9101) 1996 أكس جي 2 وفق تسمية الكوكب الصغير) (بالإنجليزية: 1996 XG2)‏ هو كويكب ضمن حزام الكويكبات؛ وترتيبه 9101 من حيث الاكتشاف.
اكتُشف هذا الجُرم الفلكي بواسطة Astronomical Observatory of Farra d'Isonzo ‏ في 3 ديسمبر 1996.

## وصلات خارجية
- (9101) 1996 XG2 في قاعدة بيانات مختبر الدفع النفاث لأجرام النظام الشمسي الصغيرة

- الاكتشاف · مخطط المدار ·  العناصر المدارية · المعلمات المادية

- (9101) 1996 XG2 على موقع ويكي سكاي: DSS2, SDSS, GALEX, IRAS, Hydrogen α, X-Ray, Astrophoto, Sky Map, Articles and images